# Yūji Ono
Yūji Ono (jap. 小野 裕二, Ono Yūji; * 22. Dezember 1992 in Yokosuka, Präfektur Kanagawa) ist ein japanischer Fußballspieler.

## Karriere
Yūji Ono erlernte das Fußballspielen in der Jugendmannschaft der Yokohama F. Marinos. In der Saison 2010 wurde er als Jugendspieler zehnmal in der ersten Mannschaft eingesetzt. Bei den Marinos unterschrieb er 2011 auch seinen ersten Profivertrag. Der Verein aus Yokohama, einer Stadt in der Präfektur Kanagawa, spielte in der ersten Liga des Landes, der J1 League. Nach 62 Erstligaspielen wechselte er 2013 nach Europa. Hier unterschrieb er einen Vertrag beim belgischen Verein Standard Lüttich. Der Verein aus Lüttich spielte in der ersten Liga, der Division 1A. Im Juli 2015 wechselte er zum Ligakonkurrenten VV St. Truiden nach Sint-Truiden. 2017 kehrte er nach Japan zurück. Hier unterschrieb er einen Vertrag beim Erstligisten Sagan Tosu in Tosu. Für Tosu absolvierte er 68 Erstligaspiele. Anfang 2020 nahm ihn der Ligakonkurrent Gamba Osaka aus Suita für zwei Spielzeiten unter Vertrag. Für Gamba bestritt er 18 Erstligaspiele. Im Januar 2022 kehrte er zu seinem ehemaligen Verein Sagan Tosu zurück. In zwei Spielzeiten bestritt er 54 Ligaspiele. Hierbei erzielte er zehn Treffer. Im Januar 2024 wechselte er nach Niigata zum ebenfalls in der ersten Liga spielenden Albirex Niigata. Am 2. November 2024 stand er mit Albirex im Finale des J. League Cup. Das Spiel gegen Nagoya Grampus verlor man im Elfmeterschießen.

## Erfolge
Albirex Niigata
- Japanischer Ligapokalfinalist: 2024

## Sonstiges
Yūji Ono ist der Bruder von Yūto Ono.